# Paulo Frederico de Meclemburgo
Paulo Frederico de Meclemburgo-Schwerin (19 de Setembro de 1852 - 17 de Maio de 1923), foi um membro da Casa de Meclemburgo-Schwerin e general da cavalaria de Meclemburgo.

## Biografia
O duque Paulo Frederico nasceu no Castelo de Ludwigslust, sendo o segundo filho do grão-duque Frederico Francisco II de Meclemburgo-Schwerin e da sua primeira esposa, a princesa Augusta de Reuss-Köstritz, filha do príncipe Henrique LXIII de Reuss-Köstritz.
Casou-se em Schwerin no dia 5 de Maio de 1881 com a sua prima, a princesa Maria de Windisch-Graetz, filha do príncipe Hugo de Windisch-Graetz e da sua esposa, a duquesa Luísa de Meclemburgo-Schwerin. O casal teve cinco filhos que foram todos criados como católicos, a religião de Maria, e viveu calmamente em Veneza. Enquanto estavam em Veneza, a família ficou amiga do Cardeal Sarto que se viria a tornar no Papa Pio X. Este visitava-os frequentemente e era o seu conselheiro espiritual.
No dia 21 de Abril de 1884, o duque Paulo Frederico renunciou aos seus direitos sucessão e aos dos filhos no Grão-Ducado de Meclemburgo-Schwein em favor dos seus irmãos mais novos e dos filhos deles. Em 1887 decidiu converter-se ao catolicismo, depois de ter passado a vida como luterano.

## Descendência
- Paulo Frederico de Meclemburgo-Schwerin
- Maria Luísa de Meclemburgo-Schwerin
- Maria Antonieta de Meclemburgo-Schwerin
- Henrique Borwin de Meclemburgo-Schwerin
- José de Meclemburgo-Schwerin